# Троцкизам
Троцкизам је назив за марксистичку теорију према тумачењу руског револуционара Лава Троцкога, која је по њему добила име. Троцки је себе сматрао ортодоксним марксистом и бољшевиком-лењинистом, те је подржавао успоставу авангардне партије радничке класе. Његови су се политички ставови значајно разликовали од стаљинистичких, пре свега у инсистирању на перманентној револуцији насупрот концепту социјализма у једној земљи, за којег је сматрао да представља одступање од пролетерског интернационализма, као и у веровању да аутентична диктатура пролетаријата мора да се темељи на самоеманципацији радничке класе и масовној демократији, а насупрот јачању никоме одговорне бирократије која се развила у СССР-у после Лењинове смрти.
Троцки, који је за време руске револуције био идеолошки и лично близак Лењину, играо је важну улогу у тим догађајима, па се понекад назива су-вођом револуције. Своје виђење званичне марксистичко-лењинистичке идеологије је почео да формулише 1920-их након Лењинове смрти, али је због тога дошао у сукоб с другим партијским и револуционарним вођама, од којих је најјачи постао Стаљин. Ти су сукоби своју ескалацију добили када је Троцки избачен из КПСС, а његови ставови званично забрањени у СССР-у. Троцки је отишао у егзил, али је захваљујући угледу стеченом у револуцији и грађанском рату задржао део следбеника, поготово у иностранству, где је понекад долазило до раскола комунистичких партија на правоверне стаљинистичке и троцкистичке фракције.
Потоње су од 1938. године  почеле да се организују у Четврту интернационалу; у међувремену је раскол између троцкиста и стаљиниста добио и своју насилну компоненту. Троцки је у СССР-у проглашен народним непријатељем, а наводна троцкистичка субверзија је 1936. године постала поводом за Велику чистку, као и крвави обрачун про-совјетских власти шпанске Републике са троцкистичким револуционарима из странке ПОУМ који је значајно допринео њеном поразу у грађанском рату. Убиство Лава Троцког 1940. године, као и Други светски рат су довели до маргинализације Четврте интернационале, и њеном распаду на неколико супротстављених група.
Иако је троцкизам дуго времена био маргинализован, са временом су поновно почеле да се појављују релативно значајне троцкистичке групе и покрети, пре свега крајем 1960-их у оквиру радикалних покрета тзв. Нове левице, а после завршетка Хладног рата је троцкизам код многих радикалних левичара преузео место компромитоване и одбачене комунистичке идеологије совјетског типа.